# 고마촌 (교토부)
고마촌(일본어: 高麗村)은 일본 교토부 소라쿠군에 설치되었던 촌이다. 현재의 기즈가와시에 해당한다.